# Arabia and the Baby
Arabia and the Baby è un cortometraggio muto del 1913 diretto da Oscar Eagle. Il film fa parte di una serie di tre film con protagonista il cavallo Arabia prodotti nel 1913 dalla Selig Polyscope. Sempre diretti da Eagle, i due altri cortometraggi sono Arabia: The Equine Detective e Arabia Takes the Health Cure.

## Produzione
Il film fu prodotto dalla Selig Polyscope Company.

## Distribuzione
Distribuito dalla General Film Company, il film - un cortometraggio in una bobina - uscì nelle sale cinematografiche statunitensi il 2 luglio 1913. Nelle proiezioni, veniva programmato con il sistema dello split reel, accorpato in un'unica bobina con un altro cortometraggio prodotto dalla Selig, il documentario The Sultan of Sulu.